# Paragus luteus
Paragus luteus är en tvåvingeart som beskrevs av Enrico Adelelmo Brunetti 1907. Paragus luteus ingår i släktet stäppblomflugor, och familjen blomflugor.
Artens utbredningsområde är Iran. Inga underarter finns listade i Catalogue of Life.